# Jamaal Smith
Jamaal Thaddius Smith, mais conhecido simplesmente por Jamaal (Los Angeles, 25 de fevereiro de 1985), é um basquetebolista estadunidense que joga como ala/armador. Atualmente defende o Vasco da Gama no NBB.
Ele é filho de Robert Smith, ex-jogador de basquete que atuou como armador por oito anos na NBA.

## Carreira
A carreira esportiva de Jamaal Smith começou quando ele entrou para a universidade de New Mexico, participando dos torneios universitários, mas não foi draftado por nenhuma equipe da NBA. Tempo depois, ele teve a chance de fazer um campo de treinamento com o Cleveland Cavaliers, mas não ficou no elenco principal.
Sem oportunidades no basquete estadunidense, foi jogar na China (Beijing Aoshen Olympians) e posteriormente na Romênia (CS Municipal Bucuresti).

### Basquete Brasileiro
Em 2012, foi contratado pelo Macaé, para jogar o NBB.
Em 2015, foi contratado pelo São José Basquete com status de estrela, ajudando a equipe a sagra-se Campeã Paulista de 2015.
Desde 2017 defende o Botafogo.
Em 2019 foi campeão da Liga Sul-Americana de Basquete, defendendo o Botafogo. O clube suspendeu as atividades no basquete nas temporadas entre 2020/2021 e 2022/2023, e durante esse periodo disputou o NBB por outras equipes.
Com um novo projeto de esportes olímpicos, o Botafogo retorna ao NBB na temporada 2023/24 e Jamaal Smith "volta para casa".

## Títulos
São José Basquete
2015 - Campeonato Paulista
Botafogo
2019 - Campeonato Sul-Americano